# Чаудър
„Чаудър“ (на английски: Chowder) е американски анимационен сериал, който започва излъчване по американския Картун Нетуърк от 2 ноември 2007 година, а по европейската версия на канала – на 12 май 2008 година.
Сценаристи на сериала са Карл Грийнблат (известен с работата си по анимациите „Спондж Боб“ и „Мрачните приключения на Били и Манди“), Уилям Райс и Алекс Алмагер, а режисьори – Джули Хачигучи, Крис Шерууд, Еди Хъчинс и Шон Кешман. Интересен факт е, че героите са кръстени на известни ястия.

## Герои
Действието в сериала „Чаудър“ се развива в измисления град Марципан, чиито жители, включително основните действащи лица варират от антропоморфни животни до странни сюрреалистични създания.
- Главният герой е Чаудър, малко ексцентрично неизвестно същество (предполага се, че е съчетание от котка, мечка и заек), което чиракува при Мунг Даал, който разработва нови храни. Чаудър иска да стане велик готвач, но често му пречи неговата импулсивност; той е непрекъснато гладен и изяжда всичко, включително поръчките на клиентите.
- Мунг Даал е „най-великият готвач на света“. Не се знае точно колко е възрастен, но той сам споменава, че готви от поне 386 години, и празнува 450-ата годинишнина от сватбата си. Неговата кухня, в която се развиват някои от действията се казва „Мунг Даал – Кетеринг“.
- Трюфла е съпругата на Мунг Даал, която управлява неговия бизнес. Тя е практична, но с лош нрав и често губи търпение и избухва срещу съпруга си и персонала.
- Шницел е голямо и тежко каменно чудовище, което работи в кухнята на Мунг Даал. Възлагат му най-черната работа в кухнята, чистенето и пренасянето на тежки товари. Лесно се ядосва от странностите на Чаудър. Той е най-силният мъж в света.
- Кимчи е летящ кафяв миризлив облак, който е най-добрият приятел и домашен любимец на Чаудър. Обича неща, които миришат лошо, и „говори“ като издава звуци подобни на стомашни газове.
- Мис Цикория е стара мома, която често критикува Мунг Даал за неговите кулинарни умения и го счита за свой конкурент.
- Панини е момиче на възрастта на Чаудър, помощничка на Мис Цикория. Панини харесва Чаудър и не пропуска повод да му го припомни, но той не проявява взаимност към нея.
- Гаспачо е мамут, който продава странни храни и прави номера на клиентите си. Той се старае винаги да дава най-добрите съвети на Чаудър, когато той има нужда, но сам не прави опит да промени към по-добро живота си, а продължава да живее с властната си майка.

## Епизоди

### Първи сезон (2007 – 2008)
- 1. „Burple Nurples / Shnitzel Makes a Deposit“ – 2 ноември 2007 г.
- 2. „The Froggy Apple Crumble Thumpkin / Chowder's Girlfriend“ – 2 ноември 2007 г.
- 3. „Grubble Gum / The Cinnamini Monster“ – 9 ноември 2007 г.
- 4. „The Sing Beans / Certifrycation Class“ – 16 ноември 2007 г.
- 5. „The Wrong Address / The Wrong Customer“ – 23 ноември 2007 г.
- 6. „Majhongg Night / Stinky Love“ – 30 ноември 2007 г.
- 7. „The Thrice Cream Man / The Flibber-Flabber Diet“ – 7 декември 2007 г.
- 8. „Gazpacho Stands Up / A Taste of Marzipan“ – 14 декември 2007 г.
- 9. „The Puckerberry Overlords / The Elemelons“ – 7 декември 2007 г.
- 10. „The Thrice Cream Man / The Flibber-Flabber Diet“ – 18 януари 2008 г.
- 11. „Sniffleball / Mung on the Rocks“ – 14 януари 2008 г.
- 12. „The Moldy Touch / The Heavy Sleeper“ – 3 април 2008 г.

## „Чаудър“ в България
В България сериалът, преведен като „Лакомчо“, започна излъчване на 28 юни 2009 г. по Нова телевизия, всяка събота и неделя от 07:30, като е дублиран на български. В дублажа участват Цветослава Симеонова и Александър Воронов. На 2 август се излъчи единадесети епизод. През октомври 2010 г. започна със синхронния дублаж на Cartoon Network и не е вписан в програмата на телевизията, като обикновено се излъчва след 02:30 за запълване на времето. Това излъчване приключи през ноември.
На 1 октомври 2009 г. сериалът, започна излъчване по локалната версия на Cartoon Network, всеки делничен ден от 06:55 и 16:55, а в събота и неделя от 06:55, 10:15, 12:45 и 16:55. Дублажът е на студио Александра Аудио.
| Озвучаващи артисти | Майкъл Зарков Анна-Мария Върбани Албена Михова Георги Стоянов Иван Петков Калин Арсов Петър Върбанов Анатолий Божинов Здравко Димитров Георги Иванов Светлана Смолева Теодор Елмазов Явор Караиванов |

На 8 март 2010 г. започна повторно излъчване по Диема, всеки делничен ден от 06:50 с първия дублаж.